# 北島健二
北島 健二（きたじま けんじ、1958年7月20日 - ）は、 東京都世田谷区出身のギタリスト、ミュージシャン。愛称は「健ちゃん」、「ケニー（KENNY）」。

## 経歴
実家は魚屋。小学校5年のとき兄の影響でギターを始める。東京都立大学附属高等学校出身。高校の先輩に向谷実、うじきつよし、同級生に織田哲郎がいる（ちなみに織田哲郎は高校時代に北島のギターを聞いて、ギタリストになることを断念したという）。
19歳の時、音楽事務所ビーイングに所属し、プロギタリストとしての活動を開始。1979年、舘ひろし&セクシーダイナマイツのメンバーを皮切りに、織田哲郎、長戸秀介（長戸大幸の弟）と WHY を結成。1979年EPICソニーよりアルバム『WHY』でデビュー。シングル1枚、アルバム1枚リリースし解散。1981年には、日本コロムビアよりソロアルバム「反逆のギター戦士」を発売。WHY解散後は、スタジオ・ミュージシャンとして（主に浜田麻里、アン・ルイス、尾崎豊、亜蘭知子等）数多くのセッション、レコーディングをこなす。
1985年、同様にスタジオミュージシャンとして活躍していたベーシスト西村麻聡、ドラマー山田わたると FENCE OF DEFENSE を結成し、1987年6月21日、EPICソニーよりシングル「フェイシア」、アルバム「FENCE OF DEFENSE」でデビュー。その後、同じギタリストの葉山たけしに織田哲郎のサポートミュージシャン及びビーイング入りを勧める。
1987年には、ヤマハよりオリジナルカスタムメイドギターKK-1のプロトタイプが制作され、1990年に一般向けに市販される。その傍ら、数多くのライブ、レコーディングに参加。1997年には田村直美の再結成PEARLにトニー・フランクリンやカーマイン・アピスらと共に参加。楽曲提供。
2003年より水樹奈々のライブバンド「cherry boys」参加、楽曲提供。
TM NETWORKのデビュー初期の頃からライブのサポートメンバーとして参加していたが、後に自身のライフワーク優先のために、後任としてB'zの松本孝弘をTM NETWORKに紹介した。
ドラムの心得もあり、ソロ2作目『A CRIMINAL AESTEETICS（ギター犯罪美学）』の「Toy Town」で本格的な演奏を披露している他、FENCE OF DEFENSE III 2235 ZERO GENERATIONのレコーディング（収録はされていない）や、水樹奈々のライブ、LIVE MUSEUMでは自身の敬愛するレッド・ツェッペリンのジョン・ボーナムの影響そのままのフレーズを叩いた。(曲はHeaven Knows) 。

## 自身の哲学
楽器に対してロマンや幻想を一切抱かないタイプと語っている。ヴィンテージギターには一切興味がないという。アナログ、デジタルということにも全くこだわっていない。面白いもの、良いものがあれば値段、質に関係なくどんどん使うという。プロになる前に購入し、80年代に廃盤になっているボスのグラフィックイコライザー「GE-10」は30年経った今でも使用している。
但し、アンプに関してはこだわりがあり、エフェクターが搭載されているものを好まない。主にマーシャルを使用しているが、アンプで歪ませたりは原則せず、常にクリーンの状態で、「過大入力でアンプに無理をさせる（「BOSS ユーザーズグループマガジンVOL.3」より）」状態で、足元のエフェクターにて音を作っている。

## 使用機材
（近年のアイテムはライブ会場で視認、あるいは「Player」誌2009年12月号P180-182参照の上で記述。）
- エレクトリックギター：ヤマハARTが製作したシグニチャー・モデルを主に使用している。
  - ヤマハ・MG-M Custom Pro （Blue）（メインギター）
    - 1994年頃、当時のヤマハのリペア担当者が何度かライブに足を運んだ際、「こういう素材を組み合わせたら北島さん好みの音になるのでは」と、市販には無いオリジナルの組み合わせで勝手に制作されたギターで、試しに使ってみたらかなり感触がよく、現在に至るまでメインギターとして使用されている。本人はボディの色が気に入ってないらしく、塗りなおそうと思っていたらしいが、手間がかかることと音色が変わってしまう可能性がある為、そのままになっている。12フレットのポジションマークに"KEN"のインレイがある事から、通称YAMAHA MG-KENとも呼ばれている。（MG-Mの末尾のMは松本の頭文字で、松本孝弘モデルのMG-M Customがベースである事がわかるが仕様は異なり、ボディーカラー、エボニー指板、ゴールドパーツ等ど見た目だけでも大きな違いがある。指板の変更はサウンド特性にも影響があり、本来なら北島のために仕様を変更して制作されたこのモデルは、MG-Mシリーズとは別物であると言っても過言ではない。）

  - ヤマハ・SG-Proto type（RS）
    - SG-1000をベースにしたモデルであるが、ボディのシェイプ、ヘッドのインレイ、YAMAHAロゴが通常のSGと異なる。ブリッジはクローム、セレクターが下のカッタウェイ部分にある。トラスロッドはフロントのピックアップを取り外して行う設定になっている。

  - ヤマハ・AES-920（Black gray）
  - ヤマハ・KK-1（Cherry Red）北島健二シグネチャモデル
  - ヤマハ・PACIFICA 912J（FB）
  - ヤマハ・PACIFICA 12 Strings（FBL）
  - フェンダー・ストラトキャスター・アメリカン・クラシック (Black Holoflake)
  - ギブソン・レスポール・カスタム
    - 1987年頃 - 1995年頃は、オリジナルカスタムメイドモデル：ヤマハ・KK-1をメインに使用し、それ以外にはヤマハ・RGX（デビュー当時）、ヤマハ・RGZ-I（ピックアップセレクターが3スイッチにカスタマイズされた特注モデル）などを使用していた。
- アコースティックギター：ヤマハ・CPX、オベーションADAMAS 1881-NBS。
- アンプ：マーシャル・JCM800 2203（ヘッド）、JCM2000 Triple Super Lead TSL 60（ヘッド）、ローランド・JC-120
- エフェクター：ボス・GT-8,10、FULLTONE・OCD（オーバードライブ）、ZOOM・G2.1u（2009年FENCE OF DEFENSEソロライブで使用）、Proco・RAT（ディストーション系、FENCE OF DEFENSE活動休止前のメインディストーション）
- アコースティックギター用プリアンプ：ヤマハ・AG-STOMP
- イコライザー：ボス・GE-10
- ワウペダル：ボス・V-WAW

## ディスコグラフィ

### ソロアルバム
- 「ZODIAC（反逆のギター戦士）」（1981年5月25日発売）
- 「A CRIMINAL AESTEETICS（ギター犯罪美学）」（1982年2月25日発売）
- 「WILD FLOWeR」（1999年1月25日発売）
- 「Guitar_Pure」（2001年10月24日発売）

### その他
- GUITAR WARS（高崎晃&北島健二&土方隆行&渡辺香津美）（1983年2月21日発売）
- ヘヴィメタルギター講座 / INSTRUCTION OF HEAVY METAL GUITAR  GUITAR magazine（1984年）

- HEAVY METAL GUITAR BATTLE Vol.1（松本孝弘&松川敏也&北島健二&橘高文彦）（1985年4月21日発売）
- EARLY TAKES（北島健二&松本孝弘）（1987年5月21日発売、1995年3月24日再発）
- 祭囃子〜ゲームトリビュート「天外魔境II 卍MARU メインテーマ」（1998年5月21日発売）

## バンド活動
- 原田真二&クライシス
- WHY
- 織田哲郎 & 9th IMAGE - 松井常松（元BOØWY）、古村敏比古もこのメンバーだった。
- FENCE OF DEFENSE
- TM NETWORK - 同じくFODの西村・山田も、北島とは別にサポートとして参加。
- PEARL
- gom
- HARD ROCKS
- cherry boys
- 日野皓正ニューグループ(1983)

## 楽曲提供曲
- 織田哲郎 & 9th IMAGE 「She's ゴーン」
- WHY 「春・秋」
- スピニッヂ・パワー 「BUSINESSMAN」
- 一色ゆかり 「メイビートゥナイト」
- 三原じゅん子 「切り裂かれたウエディングドレス」、「EVIL MIND」、「I CAN'T BE AN ANGEL」、「I'M JENNY」
- 江崎秀一 「汗をとばして」
- アン・ルイス 「HEART BEAT」、「SIREN」
- 早瀬ルミナ 「LIKE THE FALLIN' RAIN」
- 中森明菜 「NIGHTMARE」
- PEARL 「Harvest Moon」、「I Will〜君が輝くままに」、「Everybody Tears〜すべての矛盾を愛せ〜」、「CANDLE LIGHT」、「DUSTY ROAD」
- 水樹奈々 「It's in the bag」
- MAKOTO 「MYK＝II」、「あなたの甘い情報操作DE」、「ワライタケシンドローム」、「CRY FOR THE MOON」、「DISAPPEAR」、「I WANNA FLY」、「IF POSSIBLE」、「PAIN」、「PARTIR HUIT」、「TIME RESET」、「VOICE THE」
- 相川七瀬 「あなたの温度」

## レコーディング参加作品
- access
  - 『ACCESS II』
  - 『DELICATE PLANET』
- アン・ルイス
  - 『六本木心中』
- 亜蘭知子
  - 『色彩感覚』
  - 『浮遊空間』
  - 『MIND GAMES』
- 岡村靖幸
  - 『yellow』
- LUVandSOUL
  - 『We Love JAPAN!』
- 奥井雅美
  - 『CUTIE』
- 尾崎豊
  - 『十七歳の地図』
  - 『回帰線』
- 織田哲郎
  - 『VOICES』全曲
  - 『WILDLIFE』
  - 『Ships』
  - 『One Night』
- 甲斐よしひろ
  - 『ストレート・ライフ』
  - 『カオス』
- 角松敏生
  - 『GOLD DIGGER〜with true love〜』「Move Your Hips All Night Long」
- 河合その子
  - 『Siesta』「ささやくロッキング・チェアー」「向い風とかくれんぼ」
  - 『Mode de Sonoko』「避暑地のアンニュイ」
- 吉川晃司
  - 『LA VIE EN ROSE』
  - 『MODERN TIME』
  - 『A-LA-BA・LA-M-BA』
- 木根尚登
  - 『Never Too Late 〜夢のつづき〜』
- globe
  - 『maniac』
- 小泉今日子
  - なんてったってアイドル
- 西城秀樹
  - 『TWILIGHT MADE …HIDEKI』
- 沢田研二
  - 『単純な永遠』
- 杉山清貴
  - 『beyond...』
  - 『realtime to paradise』
- 竹内まりや
  - 『時空の旅人』
- CHAGE and ASKA
  - 『MIX BLOOD』
  - 『Mr.ASIA』
  - 『RHAPSODY』
- TM NETWORK
  - 『RAINBOW RAINBOW』
  - 『TWINKLE NIGHT』
  - 『GORILLA』
- とんねるず
  - 『キャニオン初』「マスカレードパーティー」
- 中島みゆき
  - 『はじめまして』
  - 『miss M.』
  - 『36.5℃』
  - 『中島みゆき』
- 中森明菜
  - 『Stock』
- 野村宏伸
  - 『NO PRESSURE』「バニシング・ポイント」「サイレント・ストーム」「サマー・エンド」
- 浜田麻里
  - 『Lunatic Doll』
  - 『ROMANTIC NIGHT』
  - 『MISTY LADY』全曲
- 樋口宗孝 (LOUDNESS)
  - 『DESTRUCTION 〜破壊凱旋録〜』「JET FIGHTER」「PRAYER」「DISTRACTION」
- 久松史奈
  - 『oasis』「BABY GIRL」「Wedding Kiss」「光と影」
- 氷室京介
  - 『MISSING PIECE』
- MAKOTO（真箏）
  - 『MAKOTO』
  - 『to be or not』
- 水樹奈々
  - 『DREAM SKIPPER』「BE READY!」「still in the groove」「What cheer?」「JET PARK」「New Sensation」
  - 『ALIVE & KICKING』「ミラクル☆フライト」「Take a shot」「cherish」「It's in the bag」「Abilities」
  - 『HYBRID UNIVERSE』「ETERNAL BLAZE」
  - 「POP MASTER」
- 三原じゅん子
  - 『セクシー・ナイト』
- 渡辺美奈代
  - 『アルファルファ』「うさぎの耳」「少しおませな恋」「雪の帰り道」「リルケの栞」
  - 『ホッピング』「Heart DE Motion」
- フジテレビ
  - 『プロ野球ニュース』 テーマ曲

他多数

## ライブ参加
- TM NETWORK
  - 『TMN 4001 DAYS GROOVE』（1994年）
  - 『TM NETWORK DOUBLE-DECADE TOUR “NETWORK”』（2004年）
  - 『TM NETWORK -REMASTER- at NIPPON BUDOKAN 2007』（2007年）
  - 『TM NETWORK PLAY SPEEDWAY and TK HITS!!』（2008年）
  - 『ALL THAT LOVE-give＆give-』(2012年)
  - 『TM NETWORK 40th FANKS intelligence Days ～YONMARU～』(2024年)
- 水樹奈々
  - 『LIVE SENSATION』（2003年）
  - 『LIVE SKIPPER COUNTDOWN』（2003年〜2004年）
  - 『LIVE SPARK』（2004年）
  - 『LIVE RAINBOW』（2004年〜2005年）
  - 『Animelo Summer Live 2005』（2005年）
  - 『LIVE ROCKET』（2005年）
  - 『LIVEDOM BIRTH』（2006年）
  - 『Animelo Summer Live 2006』（2006年）
  - 『LIVE UNIVERSE』（2006年）
  - 『LIVE MUSEUM』（2007年）
  - 『Animelo Summer Live 2007』（2007年）
  - 『LIVE FORMULA』（2007年〜2008年）
  - 『LIVE FIGHTER BLUE×RED SIDE』（2008年）
  - 『LIVE FEVER』（2009年）
  - 『LIVE DIAMOND』（2009年）
  - 『LIVE GAMES〜RED STAGE〜』（2010年）
  - 『LIVE ACADEMY』（2010年）
  - 『Animelo Summer Live 2010』（2010年）
  - 『LIVE GRACE -ORCHESTRA-』（2011年）
  - 『LIVE JOURNEY』(2011年）
  - 『LIVE CASTLE -QUEEN'S NIGHT-』(2011年）
  - 『LIVE UNION』（2012年）
  - 『LIVE GRACE 2013 -OPUS II-』（2013年）
  - 『LIVE CIRCUS』（2013年）
  - 『LIVE FLIGHT』（2014年）
  - 『LIVE THEATER』（2015年）
  - 『LIVE ADVENTURE』（2015年）
  - 『LIVE GALAXY』(2016年）
  - 『LIVE PARK』(2016年）
  - 『LIVE ZIPANGU』(2017年）
  - 『LIVE GATE』(2018年）
  - 『LIVE ISLAND』(2018年）
  - 『LIVE EXPRESS』(2019年）

他多数

## 映像音楽担当
- 桃尻娘 プロポーズ大作戦（1980年 / にっかつ）

## 関連人物・グループ
- FENCE OF DEFENSE
  - 西村麻聡
  - 山田亘
- PEARL
  - 田村直美
  - トニー・フランクリン
  - カーマイン・アピス
- TM NETWORK
  - 小室哲哉
  - 木根尚登
  - 宇都宮隆
- T-SQUARE
- cherry boys
  - 水樹奈々
- 明石昌夫
- 生沢佑一
- 織田哲郎
- 松本孝弘 (B'z)